# 泰氏螳属
泰氏螳属（学名：Teddia）为谷螳科的一个属。

## 下属物种
本属包括以下物种：
- Teddia dioscoris Burr, 1899